# Stazione di Campobasso
Stazione di Campobasso vasútállomás Olaszországban, Molise régióban, Campobasso településen.

## Vasútvonalak
Az állomást az alábbi vasútvonalak érintik:
- Termoli–Venafro-vasútvonal
- Bosco Redole–Benevento-vasútvonal

## Kapcsolódó állomások
A vasútállomáshoz az alábbi állomások vannak a legközelebb: 
- San Michele railway halt
- Duca d’Aosta railway halt